# Pontchâteau
Pontchâteau is een gemeente in het Franse departement Loire-Atlantique (regio Pays de la Loire). De plaats maakt deel uit van het arrondissement Saint-Nazaire. Pontchâteau telde op 1 januari 2022 11.249 inwoners.

## Sport
Pontchâteau is bekend van het veldrijden. Zo vonden er in 1989 en 2004 de Wereldkampioenschappen veldrijden plaats en in 2005, 2016 en 2023 de Europese kampioenschappen veldrijden.

## Geografie
De oppervlakte van Pontchâteau bedroeg op 1 januari 2022 55,79 vierkante kilometer; de bevolkingsdichtheid was toen 201,6 inwoners per km².

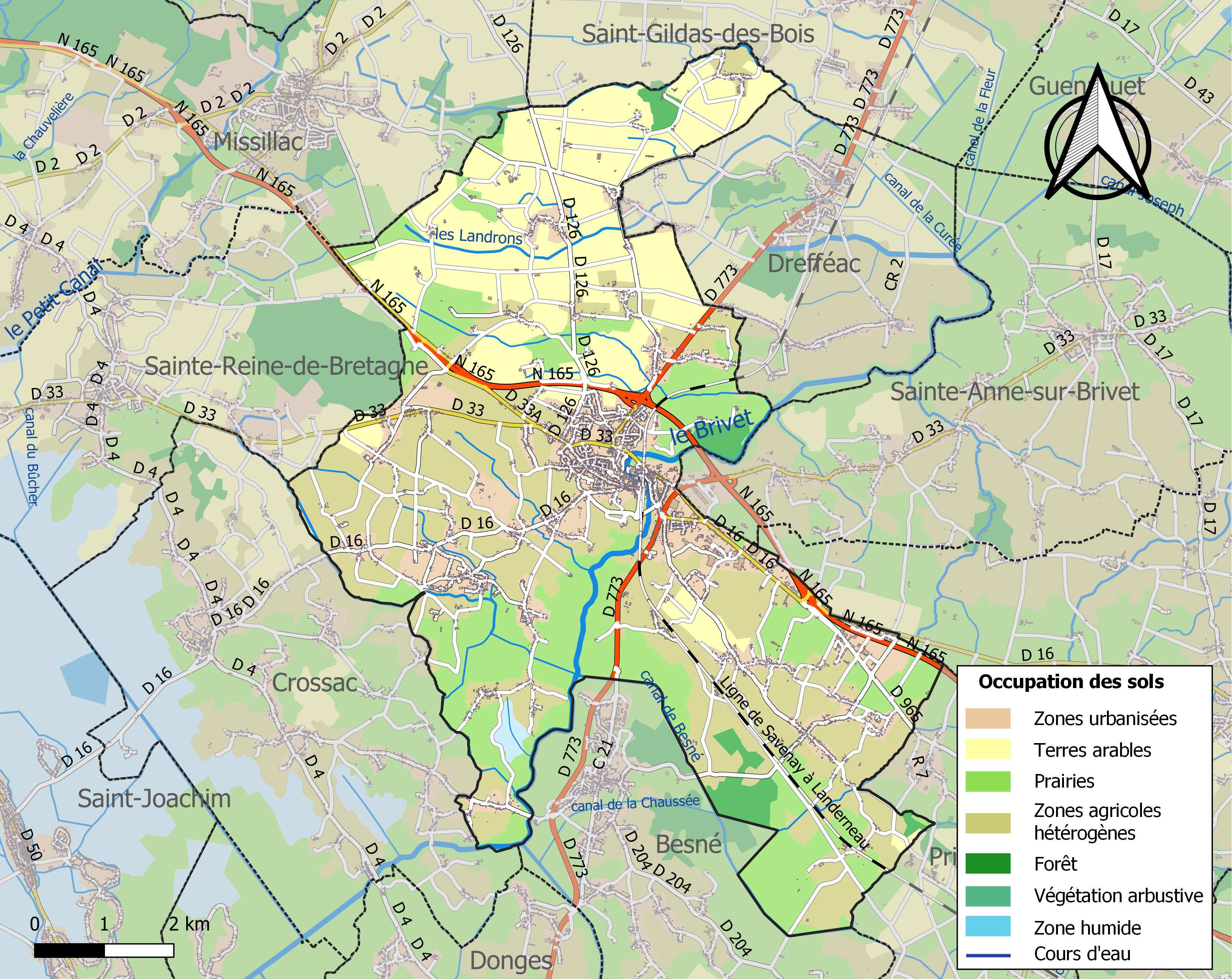
Kaart van de gemeente met de belangrijkste infrastructuur, bodemgebruik en omliggende gemeenten

## Verkeer en vervoer
In de gemeente ligt spoorwegstation Pontchâteau.

## Demografie
Onderstaande figuur toont het verloop van het inwonertal (bron: INSEE-tellingen).

## Geboren in Pontchâteau
- Jacques Demy (1931-1990), Frans filmregisseur